# توريش

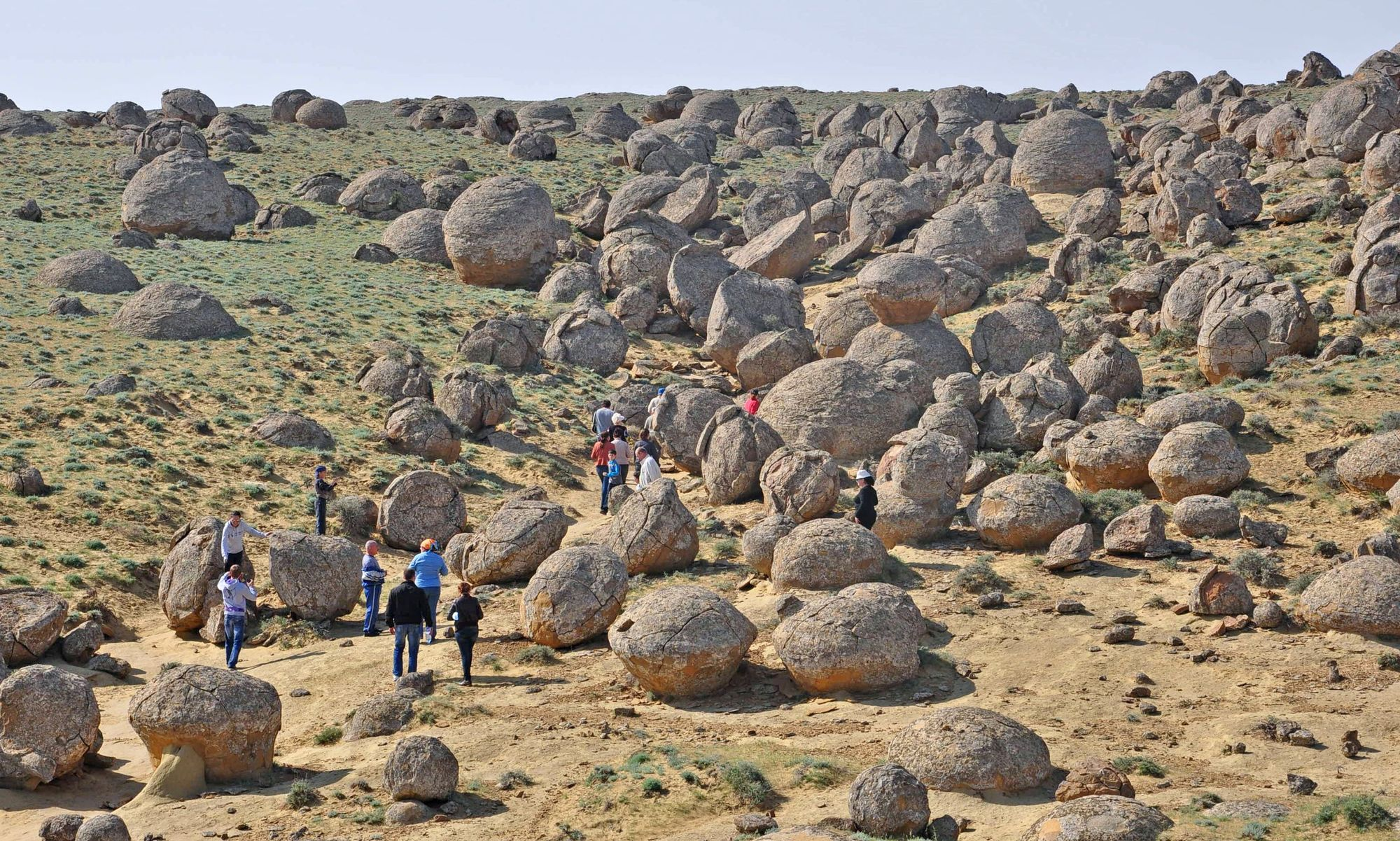
تشكيلات الصخور على شكل كرة

توريش، هو وادي قريب من قرية شيتبي وجبل شيركالا في غرب كاراتاو، كازاخستان . المعروف أيضًا باسم "وادي الكرات"،  تتميز المنطقة بالعديد من التكوينات الصخرية الكروية التي تشكلت بشكل طبيعي عبر صفحة الأرض في الصخور الرسوبية، من خلال عملية التحجير. 